# Comscore
Comscore é uma empresa dos Estados Unidos de análise da internet que fornece a grandes empresas, agências de publicidade e de mídia do mundo.